# Odontomyia shikokuana
Odontomyia shikokuana är en tvåvingeart som först beskrevs av Akira Nagatomi 1977.  Odontomyia shikokuana ingår i släktet Odontomyia och familjen vapenflugor. Inga underarter finns listade i Catalogue of Life.